# 南美肺鱼科
南美肺鱼科（学名：Lepidosirenidae）是角齿鱼目下的一个科。

## 下属分类
本科包括以下属：
- Gnathorhiza Cope, 1883
- 南美肺鱼属 Lepidosiren Fitzinger, 1837